# Jan Hruška
Jan Hruška (* 4. února 1975, Šternberk) je bývalý profesionální český cyklista. Jeho největšími úspěchy jsou vítězství ve dvou etapách na Giro d'Italia 2000, vítězství v týmové časovce na Vueltě a España 2003 a vítězství v časovce na mistrovství České republiky v roce 1999. Je také dosud (2024) jediným Čechem, který oblékl trikot pro vedoucího jezdce na některé z Grand Tours (Giro d'Italia 2000).

## Silniční cyklistika
Začínal jako silniční cyklista se specializací na časovky. V dresu týmu ZVVZ se stal roku 1999 mistrem České republiky v časovce. Roku 2000 přestoupil do španělské stáje Vitalicio Seguros. Při prvním startu na Giro d'Italia vyhrál prolog a oblékl na jednu etapu růžový trikot lídra celkové klasifikace. Vyhrál také dvacátou etapu (horskou časovku), celkově skončil čtrnáctý. Na Vuelta a España 2000 skončil celkově na 75. místě. Těsně před olympiádou v Sydney, kde patřil k největším českým medailovým nadějím, mu byla zastavena činnost pro pozitivní dopingový nález na Vueltě. Po návratu k závodění získal druhá místa na Vuelta a Murcia 2002 a 2003, jako člen týmu ONCE–Eroski vyhrál časovku družstev na Vuelta a España 2003, byl třetí v celkové klasifikaci závodu Kolem Německa 2004 a vyhrál celkovou klasifikaci závodu Clásica de Alcobendas 2006. Při jediném startu na Tour de France v roce 2004 obsadil 117. místo, na mistrovství světa v silniční cyklistice bylo jeho nejlepším umístěním 20. místo v časovce a 40. místo v závodě s hromadným startem, obou výsledků docílil roku 2005. Roku 2007 ukončil kariéru silničáře a začal se věnovat závodům na horských kolech.

## Horská kola
Po konci kariéry na tzv. silnici přesedlal roku 2008 na horská kola. Jeho nejvýznamnějším výsledkem v této cyklistické disciplíně je titul mistra ČR v bikerském maratonu z roku 2009. Se závoděním skončil roku 2012.

## Úspěchy[5]

### 1996
- 10. celkově na Závodě míru

### 1998
- 3. v časovce na Mistrovství České republiky
- 6. celkově na Herald Sun Tour

### 1999
- Mistr České republiky v časovce mužů
- 2. celkově na Vuelta a Rioja
- 2. celkově na Tour de Beauce
- 3. celkově na Herald Sun Tour
  - vítěz 5. etapy
- 4. celkově na Závodě míru

### 2000
- Giro d'Italia
  - vítěz prologu a 20. etapy (individuální časovka)
  - lídr  po prologu
- 2. celkově na Tirreno–Adriatico

### 2002
- Vítěz 5. etapy na Volta ao Algarve
- 2. celkově na Vuelta a Murcia
- 3. na Circuito de Getxo

### 2003
- Vuelta a España
  - vítěz týmové časovky
  - lídr  po 1. etapě
- Vítěz týmové časovky na Volta a Catalunya
- 2. celkově na Vuelta a Murcia

### 2004
- 3. celkově na Deutschland Tour

### 2006
- Celkový vítěz Clásica Internacional de Alcobendas
  -  vítěz bodovací soutěže
  - vítěz 3. etapy (individuální časovka)

### 2008
- 2. v časovce na Mistrovství České republiky

### Umístění v celkové klasifikaci na Grand Tours
| Grand Tour      | 2000 | 2001 | 2002 | 2003 | 2004 | 2005 |
| --------------- | ---- | ---- | ---- | ---- | ---- | ---- |
| Giro d'Italia   | 14   | 47   | —    | —    | —    | 61   |
| Tour de France  | —    | —    | —    | —    | 117  | —    |
| Vuelta a España | 75   | —    | DNF  | 123  | 99   | —    |

| —   | Neúčastnil se |
| DNF | Nedokončil    |